# (32468) 2000 SS176
2000 SS176 (asteroide 32468) é um asteroide da cintura principal. Possui uma excentricidade de 0.16067070 e uma inclinação de 12.50339º.
Este asteroide foi descoberto no dia 28 de setembro de 2000 por LINEAR em Socorro.